# Kenzo Suzuki (wrestler)
Kenzo Suzuki, meglio conosciuto con il ring-name di Kenso (鈴木 健想?, Suzuki Kenzo; Hekinan, 25 luglio 1974), è un wrestler giapponese.
Tra il 2004 e il 2005 ha militato nella World Wrestling Entertainment, vincendo una volta il WWE Tag Team Championship con René Duprée.

## Carriera

### New Japan Pro-Wrestling e vari tour (2000–2004)
Dopo un passato da giocatore di rugby, Suzuki debutta nel 2000 nella New Japan Pro-Wrestling, sostituendo Goldberg in un match contro Manabu Nakanishi, dove perde. Suzuki nella NJPW, arriva a vincere per due anni la Young Lions Cup, un torneo fra giovani wrestler, nel 2000 e nel 2002. Lotta principalmente in coppia con Hiroshi Tanahashi, in un tag team chiamato The Kings of the Hills. Nel 2003, lascia la New Japan Pro Wrestling, per passare ad altre federazioni.
Nel 2003, Suzuki lascia il Giappone per andare a lottare negli Stati Uniti, nella Major League Wrestling e nella Total Nonstop Action Wrestling tra le altre.

### World Wrestling Entertainment (2004–2005)

#### Alleanza con René Duprée (2004–2005)
Nei primi mesi del 2004, Suzuki ha firmato un contratto con la World Wrestling Entertainment e fu mandato nella Ohio Valley Wrestling nel mese di febbraio per allenarsi. Passa pochissimo tempo nella Ohio Valley Wrestling, poiché viene immediatamente chiamato a SmackDown!, insieme a sua moglie nella vita reale Hiroko, che intonava la frase "You cheer Kenzo Suzuki on to the victory!" in ogni suo match. Il 10 giugno, fa il suo debutto sul ring, battendo Scotty 2 Hotty. Dopo aver sconfitto anche Spike Dudley, ha una breve rivalità con Billy Gunn, che culmina a The Great American Bash, a luglio, dove Suzuki sconfigge Gunn. Caratterizzato per la sua gimmick da Giapponese heel, durante i suoi match, quando la gente intonava i cori "USA! USA!" era solito tapparsi le orecchie e inginocchiarsi.
Proprio da questo odio contro gli Stati Uniti, nascerà la coppia con il francese René Duprée e i due, nell'edizione di SmackDown! del 9 settembre, sconfiggono Billy Kidman e Paul London, conquistando il WWE Tag Team Championship. Dopo tre mesi esatti di regno, i due perdono i titoli a SmackDown! contro Rey Mysterio e Rob Van Dam. Dopo aver riprovato a riconquistare i titoli a Armageddon senza successo, la coppia si scioglie e Kenzo inizia a combattere in singolo. Qui, riesce comunque a ben figurare, iniziando una rivalità con John Cena per lo United States Championship, titolo che non riuscirà però a conquistare, perdendo contro Cena.
In seguito ad un infortunio, viene nuovamente spedito alla Ohio Valley Wrestling per riprendere gli allenamenti. Il 30 giugno 2005, Suzuki e sua moglie Hiroko passano al roster di Raw, dove non riuscirà mai a debuttarvi poiché la WWE, il 6 luglio 2005, rescinde i contratti dei due.

### Circuito indipendente (2005–2010)
Suzuki e sua moglie fanno ritorno quindi in Giappone, dove combattono per la Hustle, perdendo il loro match di debutto contro Liosazer e Riser Glen. Suzuki combatte anche contro Razor Ramon HG, perdendo dopo un Sunset Flip.
Suzuki riceve poi un ingaggio in Messico, presso la Consejo Mundial de Lucha Libre (CMLL), insieme a Mark Jindrak, anch'egli appena svincolato dalla WWE. I due iniziano subito a combattere in coppia, avendo una rivalità con Shocker e Universo 2000. Suzuki e Jindrak lottano anche contro vari veterani della CMLL, perdendo i suoi match. Dopo essere stato utilizzato poco, lascia la promotion per andare a lottare nella Asistencia Asesoría y Administración. Qui, entra subito nella fazione capitanata da Konnan, la Legion Extranjera. Arriverà a lottare anche un match contro Cibernetico per l'AAA World Heavyweight Championship, nel quale però perderà. Forma poi un tag team con Electroshock e avranno una rivalità con La Parka e Octagón. A Triplemania XVI, insieme a Electroshock e Bobby Lashley, sconfigge La Parka, Chessman e Silver King. Al Rey de Reyes 2009, viene eliminato da La Parka il 15 marzo. La fazione di Konnan inizia pian piano ad indebolirsi per poi arrivare alla sospensione di Konnan stesso dal wrestling messicano, lasciano soli Chessman, Electroshock e Suzuki. Quest'ultimo forma poi una alleanza con El Oriental che comunque avrà breve durata. Rientrato nella Legion Extranjera, lascia la AAA nel giugno 2010.

### All Japan Pro-Wrestling (2010–2015)
Debutta in AJPW il 15 Agosto 2010 come membro dei Voodoo Murders. Durante quell'anno vince a sorpresa la Tag League con KONO fallendo però la title shot  il 3 Gennaio 2011 contro Akebono e Taiyo Kea. A Giugno però vince proprio i AJPW World Tag Team Championship vacanti con Great Muta, regno che dura 4 mesi perdendoli contro il team della AAA Dark Cuervo e Dark Ozz. Il 14 Dicembre 2014 vince il GAORA TV Championship per la prima volta battendo Kotaro Suzuki, il 4 Giugno 2015 lo perderà contro SUSHI, conclude con la AJPW partecipando alla Tag League 2015 con Osamu Nishimura non arrivando in finale.

### DDT Pro Wrestling (2015–2017)
Debutta in DDT Pro-Wrestling ad inizio Novembre nel 2015 vincendo il DDT King of Dark Championship perdendolo dopo pochi giorni contro il presidente Sanshiro Takagi. A Gennaio 2016 vince i KO-D Six Man Tag Team Championship con Danshoku Dino e Super Sasadango Machine, li perderanno dopo 1 mese. Ad Aprile del 2017 vince la Ganbare Tag League assieme a KAZMA SAKAMOTO. Arriva in finale del Ganbare Climax 2017 per perdere contro Ken Ohka, quella fu l'ultima apparizione.

### Brevi parentesi in IGF,NOAH e Zero-1 (2017–2019)
Nel 2017 a ridosso degli ultimi match in AJPW va a lottare per qualche mese con la Inoki Genome Federation. Partecipa a due tour della NOAH nel 2018 e per un paio di match in Zero-1 nel 2019.

### Semi ritiro e Dradition (2019–presente)
Debutta nella Dradition Pro Wrestling di Tatsumi Fujinami ad Aprile 2019 ma non lotta più quanto prima infatti da Ottobre 2019 non si è visto fino al ritorno ad Ottobre 2022 per il tour celebrativo di Fujinami.

## Vita privata
Kenzo Suzuki è sposato con Hiroko Suzuki, che ha interpretato il ruolo di sua manager in WWE.

## Personaggio

### Mosse finali
- Chokeslam – 2007
- DK Lock (Rolling Gedo Clutch) – 2014
- Hagakure (Leg lariat alla faccia di un avversario in ginocchio)
- Hagakure II / Rising Sun (Clawhold STO)
- Inverted facelock backbreaker – 2004
- Spear – 2000–2003

### Soprannomi
- "The Bronze Warrior"

### Manager
- Hiroko

### Musiche d'ingresso
- Hirohito Wave di Jim Johnston (WWE)
- Hirohito Force di Jim Johnston (WWE; usata in team con René Duprée)
- Kamigami No Uta di Himekami (CMLL)
- Butterfly di Smile.dk (AAA)
- Tokyo Drift (Fast & Furious) dei Teriyaki Boyz (AAA/AJPW)

## Titoli e riconoscimenti
- All Japan Pro Wrestling
  - Gaora TV Championship (1)
  - World Tag Team Championship (1) – con The Great Muta
  - World's Strongest Tag Determination League (2010) – con KONO
- Dramatic Dream Team
  - KO-D 6-Man Tag Team Championship (1) – con Danshoku Dino e Super Sasadango Machine
  - King of Dark Championship (1)
- New Japan Pro-Wrestling
  - Young Lion Cup (2000)
  - Young Lion Tournament (2002)
- Pro Wrestling Illustrated
  - 392º tra i 500 migliori wrestler secondo PWI (2010)
- Tokyo Sports
  - Rookie of the Year (2000)
- VKF Battle Entertainment
  - VKF Championship (1)
- World Wrestling Entertainment
  - WWE Tag Team Championship (1) – con René Duprée